# Aleksander Hellat
Aleksander Hellat, né le 8 août (calendrier julien) 20 août 1881 (calendrier grégorien) à Tartu et mort le 28 novembre 1943 dans l'oblast de Kemerovo, est un homme politique estonien.

## Biographie
Il est maire de Tallinn et ministre des Affaires étrangères de l'Estonie. Après l'annexion de l'Estonie par l'Union soviétique, il est arrêté le 24 septembre 1940 par le NKVD et est déporté dans un camp de prisonniers en Sibérie où il meurt trois ans plus tard.